# 保定军
保定军，北宋时设置的军。
景德元年（1004年）改平戎军置，治所在今河北省文安县西北，属河北东路。辖境相当今河北省文安县部分地。宣和七年（1125年）省军为保定县，寻复置军。金又省为县。